# Фторосульфат брома
Фторосульфат брома — неорганическое соединение
брома, серы, фтора и кислорода с формулой BrSO3F,
красно-коричневая жидкость.

## Получение
- Реакция брома и пероксидисульфурила:

{\displaystyle {\mathsf {Br_{2}+S_{2}O_{6}F_{2}\ {\xrightarrow {}}\ 2BrSO_{3}F}}}
- Разложение трифторосульфата брома:

{\displaystyle {\mathsf {Br(SO_{3}F)_{3}\ {\xrightarrow {T}}\ BrSO_{3}F+S_{2}O_{6}F_{2}}}}

## Физические свойства
Фторосульфат брома образует красно-коричневую жидкость.